# Руда
Руда је тип стене која садржи минерале са важним елементима, укључујући метале. Руде се издвајају путем рударства, након чега се прерађују у вредне (корисне) елементе. Квалитет (концентрација) рудног минерала или метала, као и његов случајан облик, утицаће на трошкове ископавања руде. Цена ископавања мора бити усклађена са вредношћу метала који се налазе у стени, и то ће утицати на то која руда ће бити даље обрађивана а која је лошијег квалитета да би била вредна ископавања. Металне руде су обично оксиди, сулфиди, силикати, „природни“ метали (као што је бакар) које нису концентрисане у Земљиној кори или „племенити“ метали (који не формирају једињења) као што је злато. Рудна тела се формирају од стране различитих геолошких процеса. Процес формирања руде се назива рудна генеза. Степен руде односи се на концентрацију жељеног материјала који садржи. Вредност метала или минерала које руда садржи мора се мерити са трошковима вађења како би се утврдило да ли је довољно високе вредности да би је вредело ископавати. Металне руде су углавном оксиди, сулфиди, силикати, природни метали попут бакра или племенити метали попут злата. Руде се морају прерадити да би се из отпадне стене издвојили елементи од интереса. Рудна тела настају различитим геолошким процесима који се генерално називају генеза руде.

## Класификација
Лежишта руде класификована су према различитим критеријумима развијеним проучавањем економске геологије или генезе руде.

### Хидротермалне епигенетске наслаге
- Мезотермалне наслаге злата, представљене Златном миљом, Калгурли
- Архејски конгломерат био је домаћин лежишта злата-уранијума, који су представљали језеро Еллиот, Онтарио, Канада и Витватерсранд, Јужна Африка,
- Лежишта злата типа Карлин, укључујући епитермалне наслаге вена на залихама

### Хидротермално повезано сагранитом
- Депозити бакарног злата ИОЦГ или гвожђе-оксид, типични за супергигантско налазиште Олимпијске бране Цу-Ау-У
- Депозити бакра +/- злата +/- молибдена +/- сребра
- Бакарно злато повезано са наметљивошћу +/- (калај-волфрам), коришћено на депонијама надгробних споменика
- Налазишта и скарнови хидромагматичног магнетита руде гвожђа
- Налазишта руде, бакра, олова, цинка, волфрама итд

### Магматске наслаге
- Магматичне наслаге никла-бакра-гвожђа-ПГЕ укључујући
  - Кумулирани ванадиферентни или платинасти магнетит или хромит
  - Кумулиране наслаге тврдог титана (илменита)
  - Коматиит је био домаћин депозитима Ни-Цу-ПГЕ
  - Подвулкански подводни подтип, који су представили Норил'ск-Талнакх и Тхомпсон Белт, Канада
  - Ни-Цу-ПГЕ који се односи на наметљиве материје, а представља га Воисеи'с Баи, Канада и Јинцхуан, Кина
  - Примери касерних наслага руде никла су Горо и Ацоје (Филипини) и Равенстхорпе, западна Аустралија.

### Депозити повезани савулканима
- Огромни сулфид (ВХМС) Цу-Пб-Зн, укључујући вулкане;
- Примери укључују тевтонску бушотину и Голден Грове, западна Аустралија

### Метаморфно прерађене наслаге
- Парамагматичне наслаге гвожђе-оксид-хромита у домаћинству серпентинита, типичне за реку Саваге, руду гвожђа Тасманије, налазиште хромита Цобина
- Сломљени брежуљак типа Пб-Зн-Аг, који се сматра класом прерађених СЕДЕКС депозита

### Седиментне наслаге
- Тракасто формирање гвожђа лежишта гвоздене руде, укључујући
  - Депозити гвожђа у каналу или руда гвожђа типа писолит
- Лежишта руда тешког минералног песка и друга лежишта смештена у пешчаним динама
- Алувијалне наслаге злата, дијаманата, калаја, платине или црног песка
- Тип алувијалног оксида цинка: једини пример Скорпион цинк

### Седиментне хидротермалне наслаге
- Седекс
  - Олово-цинк-сребро, представљено од Црвеног пса, реке МцАртхур, планине Иса итд.
  - Стратиформни волфрам, представљен депозитима Ерзгебирге, Чехословачка
- Депоније цинка и олова долине Миссиссиппи (МВТ)
- Наслаге хематитне руде гвожђа измењене тракасте формације гвожђа

### Руде повезане са астроблемима
- Судбури Басин никл и бакар, Онтарио, Канада

## Руда, каменац, рудни минерали, минерали ланца
У већини случајева, руда се не састоји у потпуности од једног рудног минерала, већ је помешана са другим вредним минералима и са нежељеним или безвредним стенама и минералима. Део руде који није економски пожељан и који се не може избећи у рударству познат је као јаловина. Вредни рудни минерали се одвајају од минерала јаловине пенском флотацијом, гравитационом концентрацијом и другим операцијама познатим под заједничким називом прерада минерала или прерада руде.

## Рудна налазишта
Рудна налазишта представљају акумулацију руде као и један случај специфичне рудне врсте. Већина рудних налазишта су названа према њиховим локацијама (нпр.Јужна Африка), по неком хиру, историјској личности, угледној особи, нечему из митологије (феникс, кракен) или по имену компаније која их је пронашла. Рудна налазишта су класификована према различитим критеријумима који су резвијени преко изучавања привредне геологије, или рудне генезе.
Рудно лежиште је економски значајна акумулација минерала унутар стене домаћина. Ово се разликује од минералног ресурса како је дефинисано критеријумима класификације минералних ресурса. Лежиште руде је једна појава одређене врсте руде. Већина рудних лежишта је названа према својој локацији, или по открићу (нпр. изданци никла Камбалда су названи по бушачима), или по неком хиру, историјској личности, истакнутој личности, граду или месту из којег је власник дошао, нечег из митологије (као што је име бога или богиње) или кодно име компаније која га је пронашла (нпр. МКД-5 је био интерни назив за налазиште никал сулфида планине Кејт).

## Порекло
Основно вађење рудних лежишта прати следеће кораке:
- Истраживање како би се пронашао, а затим дефинисао обим и вредност руде где се она налази („рудно тело“).
- Извршавање процене ресурса како би се математички проценила величина и квалитет депозита.
- Спровођење студија изводљивости како би се утврдила теоријска економија рудног налазишта. Ово рано идентификује да ли је оправдано даље улагање у процене и инжењерске студије и идентификује кључне ризике и подручја за даљи рад.
- Спровођење студија изводљивости како би се проценила финансијска одрживост, технички и финансијски ризици и робусност пројекта и донела одлука да ли ће се развити или напустити предложени руднички пројекат. То укључује планирање рудника за процену економски обновљивог дела лежишта, металургију и обновљивост руде, тржишност и исплативост рудних концентрата, трошкове инжењеринга, млевења и инфраструктуре, захтеве за финансирање и капитал, као и колевку за анализу могућег рудника, од почетног ископавања па све до мелиорације.
- Развој за стварање приступа рудном телу и згради рудничког постројења и опреме.
- Рад рудника у активном смислу.
- Мелиорација да би се направило земљиште на којем је рудник био погодан за будућу употребу.

## Трговина
Руде (метали) са којима се тргује чине значајан део међународне трговине сировинама, како по вредности тако и по обиму.
Руде гвожђа се продају између купаца и произвођача, мада разне бенчмарк цене су постављење између великих рударских конгломерата и великих потрошача, а то представља сцену за мање учеснике. То је зато што је светска дистрибуција руда неједнака и дислоцирана од места највеће потражње и од инфраструктуре за топљење. 
Светска банка извештава да је Кина била највећи увозник руда и метала у 2005 години, а после њих су Америка и Јапан.

## Важни рудни минерали
- Барит: BaSO4[12][13][14][15][16][17]
- Боксит Al(OH)3[18][19]
- Халкопирит: CuFeS2
- Хромит: (Fe, Mg)Cr2O4
- Цинабарит: HgS
- Доломит: CaMg(CO3)2
- Галенит: PbS
- Злато: Au
- Хематит: Fe2O3
- Магнетит: Fe3O4
- Волфрам: (Fe, Mn)WO4
- Шелит: CaWO4
- Берил: Be3Al2(SiO3)6